# Juan Martínez Montañés

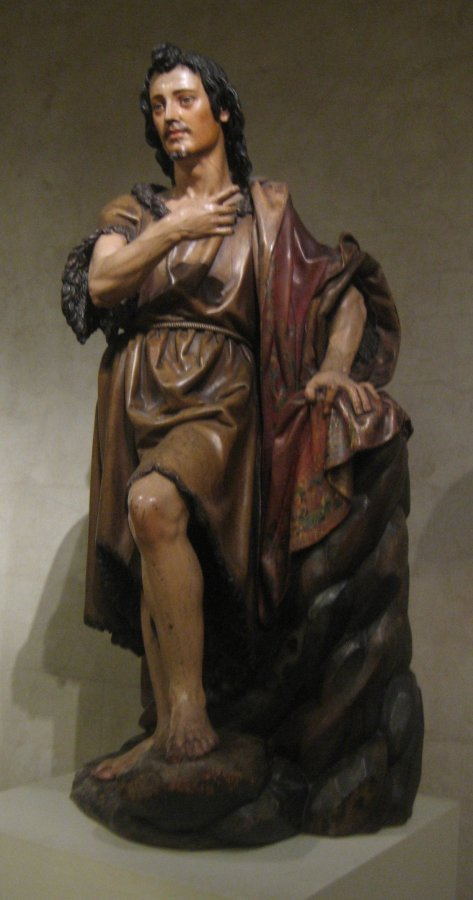
Johannes döparen, träskulptur, Metropolitan Museum of Art.

Juan Martínez Montañés, född 16 mars 1568, död 18 juni 1649, var en spansk skulptör.

## Biografi
Juan Martínez Montañés var den förste spanske skulptör som utvecklade en självständig spansk renässanskonst. Han arbetade huvudsakligen som trädsnidare. Hans främsta arbeten finns i Sevillas kyrkor. Juan Martínez Montañés vann redan under sin samtid berömmelse i Spanien. År 1635 fick han uppdraget att skulptera förlagan till en staty av Filip IV av Spanien, vilken färdigställdes 1640.
Juan Martínez Montañés finns, förutom i Sevillas kyrkor, representerad i Madrid och andra spanska städer, samt i Kaiser Friedrich-Museum. Han var även verksam som arkitekt.